# Sulle tracce dell'assassino
(battuta ricorrente fra Warren e John)
Sulle tracce dell'assassino (Shoot to Kill) è un film del 1988 diretto da Roger Spottiswoode.

## Trama
Un gioielliere è sorpreso a rubare diamanti di notte nella sua stessa gioielleria: si scopre che è stato costretto da un ladro che ha preso in ostaggio sua moglie nella sua abitazione. L'agente dell'FBI Warren Stantin interviene, ma il ladro riesce a fuggire e ad uccidere l'anziano ostaggio, sparandole in un occhio.
Stantin riesce a rimettersi sulle tracce del malvivente grazie alla scia di sangue che lascia lungo il suo tragitto verso il Canada. Per evitare i posti di blocco, certo della polizia alle sue spalle, si serve di una guida alpina, Sarah Renell, unendosi a lei e ad altri quattro escursionisti.
Nel timore che il malvivente possa commettere altri omicidi, Stantin si rivolge alla guida alpina Jonathan Knox, compagno di Sarah. In un primo momento, l'alpinista sembra voler sistemare la faccenda da solo e, alla fine, non del tutto convinto accetta a prenderlo con lui "sulle tracce dell'assassino". Durante un inseguimento tra dirupi rocciosi e tormente di neve,  l'assassino uccide tutti gli escursionisti, eccetto Sarah, che gli serve ancora come guida e ostaggio. Knox decide di prendere una pericolosa scorciatoia, tagliando per la cima della montagna, con l'intenzione di andare da solo, ma Stantin lo segue e rischia l'assideramento nella bufera di neve, che intanto aveva investito la montagna. Knox deve quindi scavare frettolosamente una truna, dove rifugiarsi in attesa che la bufera cessi. Per questo motivo non ce la fanno a raggiungere l'assassino, che riesce per un pelo a fermare un camion e raggiungere il Canada con Sarah in ostaggio.
La scena si sposta quindi a Vancouver dove, con la collaborazione della polizia canadese, Stantin individua il ricettatore a cui si vuole rivolgere Steve; comincia così un lungo inseguimento, concluso su un traghetto, dove Stantin ha lo scontro a fuoco finale con il killer.

## Accoglienza

### Critica
Il film ha ottenuto critiche positive tanto di ricevere addirittura una valutazione del 100% sul sito Rotten Tomatoes.

### Incassi
Il film è stato un successo al botteghino.